# Baidyabati
Baidyabati là một thành phố và khu đô thị của quận Hugli thuộc bang Tây Bengal, Ấn Độ.

## Địa lý
Baidyabati có vị trí 22°47′B 88°19′Đ / 22,79°B 88,32°Đ Nó có độ cao trung bình là 15 mét (49 foot).

## Nhân khẩu
Theo điều tra dân số năm 2001 của Ấn Độ, Baidyabati có dân số 108.231 người. Phái nam chiếm 52% tổng số dân và phái nữ chiếm 48%. Baidyabati có tỷ lệ 79% biết đọc biết viết, cao hơn tỷ lệ trung bình toàn quốc là 59,5%: tỷ lệ cho phái nam là 82%, và tỷ lệ cho phái nữ là 76%. Tại Baidyabati, 8% dân số nhỏ hơn 6 tuổi.